# Mérethozadék
A mérethozadék (skálahozadék, volumenhozadék, gyakran egyszerűen hozadék) a közgazdaságtanban egy vállalat vagy iparág technológiáját jellemző fogalom. Kissé pontatlanul fogalmazva, növekvő mérethozadékról beszélünk, ha a termelés során felhasznált összes tényező mennyiségének valamilyen mértékű megemelésével a kibocsátás még nagyobb mértékben növelhető; állandó hozadékról, ha a kibocsátás éppen annyira nő, mint a tényezőmennyiségek; és csökkenő hozadékról, ha a kibocsátás emelkedése a tényezőkénél kisebb mértékű.

## Definíciók

### Globális mérethozadék
Ha f a vállalat (vagy iparág) termelési függvénye, akkor globálisan növekvő mérethozadékról beszélünk, ha bármely {\displaystyle (x_{1},x_{2},...,x_{n})\,} inputmennyiség-kombinációra és pozitív t valós számra
Állandó a globális mérethozadék, ha
és csökkenő, ha

### Lokális mérethozadék
Előfordulhat, hogy nem értelmezhető globális mérethozadék, mert különböző tényezőmennyiségekre és t értékekre más és más lenne az egyenlőtlenség iránya. Ilyenkor célszerű definiálni a lokális mérethozadékot, ami nem az egész technológiára, hanem egy konkrét inputmennyiség-kombinációra és 1-hez „nagyon közeli” t értékre van értelmezve. A következő kifejezést skálarugalmasságnak nevezzük:
Azt mondjuk, hogy a {\displaystyle (x_{1},x_{2},...,x_{n})\,} tényezőkombinációhoz tartozó lokális mérethozadék növekvő (vagyis méretgazdaságosság áll fenn), ha a skálarugalmasság nagyobb, mint 1; állandó, ha e = 1; és csökkenő (tehát méretgazdaságtalanság érvényesül), ha e < 1.